# ناحیه بانگور (ون بورن، میشیگان)
ناحیه بانگور (به انگلیسی: Bangor Township) یک منطقهٔ مسکونی در ایالات متحده آمریکا است که در شهرستان ون بیورن، میشیگان واقع شده‌است.
 ناحیه بانگور ۸۹٫۳ کیلومتر مربع مساحت و ۲,۱۴۷ نفر جمعیت دارد و ۲۰۴ متر بالاتر از سطح دریا واقع شده‌است.